# Cesvaine (novads)
Cesvaine est un ancien novads de Lettonie, situé dans la région de Vidzeme. Créée en 2009, la municipalité est supprimée en 2021 et fusionné dans la municipalité de Madona.

## Histoire
La municipalité de Cesvaine, (en letton Cesvaines novads), est créée en 2009, lors de la 1re réforme administrative territoriale, par détachement du rajons de Madona. Elle est composée du pagasts de Cesvaine et de la ville de Cesvaine. En 2009, sa population est de 3 172 habitants.
Le 1er juillet 2021, le novads de Cesvaine est fusionné avec la nouvelle municipalité de  Madona lors de la 2e réforme administrative territoriale.